# カルロス・ハスコック
カルロス・ノーマン・ハスコック2世（Carlos Norman Hathcock II、1942年5月20日 - 1999年2月23日）は、アメリカ合衆国の海兵隊員、狙撃手。アーカンソー州リトルロック出身。ベトナム戦争で活躍したアメリカ海兵隊の狙撃兵の中でも、最も著名な狙撃の名手。「ホワイト・フェザー」の異名で知られる。近代アメリカの軍事・警察組織における狙撃手の育成、運用についてのメソッドに大きな影響を与えた。シルバースター、パープルハート章を受章。最終階級は一等軍曹。

## 海兵隊入隊
1959年10月、アメリカ合衆国海兵隊に当時17歳で入隊。これはハスコックの少年の頃からの夢だったという。
入隊後、狙撃手の適性を見出されてペンドルトン基地でその訓練を受けた後、ハワイ基地の第4海兵師団第2大隊、E中隊に配属。その後も各地の基地を転々としながら狙撃手としての能力を高めていった。この時期に既に、海兵隊の規定する狙撃訓練課題のひとつである"Aコース"で250ポイント中248ポイントという現在も破られていない驚異的な記録を残し、その腕前を知られるようになっていった。1965年、23歳のハスコックはペリー基地で行われた、ウィンブルドン・カップ(アメリカで最も権威のある1000ヤード基準のハイパワーライフル射撃競技大会)に参加し、全米から集まった約3000人もの名手たちの頂点に立つ。その同年、ハスコックは戦争の長期化したベトナムへと旅立った。

## ベトナム戦争
ハスコックはベトナムに到着後、前線から離れたチューライにMPとして配属されていたが、新任の第1海兵師団長ハーマン・ニッカーソンJr.少将から狙撃兵養成の命を受けたジム・ランド大尉が新規に創設するスナイパースクールの教官として選抜される。自ら得た実戦経験をフィードバックさせたいというランド大尉の意向の元、ハスコックは彼と同様各地の海兵隊から選抜されたウィルソン軍曹、ロバーツ軍曹、ドン・ラインキ先任伍長らと共にランド大尉をリーダーとする狙撃チームとして、当時の海兵隊の最前線のひとつだった第55高地での狙撃を主とした実戦に参加することとなった。
ベトナム兵からの狙撃に悩まされていた第55高地に配属されたハスコックは実戦においてもその能力を発揮し、北ベトナム軍のあるフランス人指導将校（撃墜した米軍機の生き残った搭乗員を拷問に掛けることで知られていた人物）の狙撃に成功するなどして、精鋭揃いとされる海兵隊の中で狙撃の名手として知られるようになっていった。ハスコックら狙撃チームの活躍は大きな効果を挙げ、第55高地一帯での米軍兵の狙撃による被害は1日20〜30件から週に1、2件まで激減したとされる。また、この時期にランド大尉がハスコックらと共に策定した狙撃兵教育プログラムにおいて用いられた概念が、現在もアメリカ海兵隊の狙撃手の標語（スローガン）として残る"One shot, One kill（一撃必殺）"である。
ハスコックは愛用の迷彩用帽子に目印として白い羽を留めており、これがベトナムでの彼の異名、『白い羽毛の戦士』（"white feather warrior"、ベトナム語で"Lông trắng du kích"）の由来となった。白い羽は一般にチキン（臆病者）の証として知られ、ハスコックもスナイパーの任務に必要な性質のひとつが臆病なまでの慎重さであると皮肉ってこれを目印にしたと考えられるが、ベトナム軍にとって白い羽は紛れも無く恐怖の象徴となったのである。
ハスコックがこの羽を帽子から外したのはただ一度、彼のベトナムでの最初の従軍期間における最後の任務となった、北ベトナム軍のある将軍を狙撃したときのみである。彼はその作戦において、北ベトナム軍の厳重な警戒下にあるジャングルを、匍匐前進を3日間繰り返しながら合計1km以上の距離を移動し、635mの距離まで敵の司令部に接近して将軍を狙撃、任務を果たした。この任務の際、ハスコックは3日間で小さな水筒の水のみを口にし、糞尿はすべてズボンの中に垂れ流し、匍匐前進の繰り返しと虫刺されで全身水ぶくれになっていたとされる。この任務は当時極秘扱いだった為、ハスコックは一切の褒章を得ることも出来なかった。
ハスコックの狙撃を恐れた北ベトナム軍は、3万USドルという破格の賞金を懸けてハスコックを狙ったが、彼の狙撃を止めることは出来なかった。ハスコックはベトナムを去るまでに公式記録上で93名の北ベトナム兵を射殺したとされているが、ベトナム軍制圧地域に潜入してのゲリラ戦の為未確認戦果が非常に多く、推定では合計300名以上を射殺していると考えられている。
北ベトナム軍はハスコックらに対抗すべく第55高地に12名もの狙撃手を送り込んだ。その中の一人、北ベトナム軍の謀略放送で“コブラ”と呼ばれていたスナイパーとの戦闘は通称"cat and mouse"と呼ばれ、フィクションの世界に多くのフォロワーを残し、ドキュメンタリー番組の研究対象となった。ある任務でハスコックと観測手のジョン・バーク伍長は北ベトナム軍の将校（ハスコックをおびき寄せる囮だったとされている）を800ヤードの距離から仕留めた帰途に、目に光が入ったことに気づいた。反射的にその光に向かって狙撃すると、500ヤード先の茂みの中で光る敵のスコープごしにハスコックの銃弾は、そのレンズを貫通しコブラの眼球に命中していたという。コブラの死体を確認して賞賛するバークに、ハスコックは「レンズに目を当てていたということは彼も私を捉えていたということだ。私が先に撃ったのは運が良かったというだけだ」と冷静に述べたという。このスコープ越しの狙撃は後年、ディスカバリーチャンネルの『怪しい伝説』の題材となり、一度は実現不可能とされたものの（第4シーズン24話）、当時の弾薬・レンズの材質を検証した結果、非常に困難ながらも実現可能であることが実証された（第5シーズン第6話）。
ハスコックのベトナムでの逸話の中で最も伝説的なものがエレファント・ヴァレーの戦闘である。この戦闘でハスコックは、通称“象の谷”と呼ばれる地域に取り残された友軍を包囲しつつあった北ベトナム軍の歩兵1個中隊(約200人）を、前述のバーク伍長と共に5日間食い止め、攻撃を加えた。将校と通信兵を最優先目標にひたすら狙撃を続け、最終的には援護の空軍機に掃討の指示を出して後退したが、その時点で中隊は組織的行動をとる事が出来ない程の損害を受けていたという。
1967年には、谷の向こうに陣取るベトナム兵をユナートル社製の10倍スコープを装着したブローニングM2機関銃の単発射撃で仕留めており、その狙撃距離約2500ヤード（約2300m）の記録は、各種兵装が科学的に進歩した2002年、アフガニスタンでカナダ軍のロバート・ファーロング兵長によって破られる（マクミラン TAC-50長距離狙撃ライフルによって、2430mの距離からタリバーン兵の狙撃に成功した）まで35年間破られることはなかった。
1969年9月16日、2度目の従軍期間中にケサン郊外でハスコックと同僚を乗せた水陸両用車が対戦車地雷によって爆発炎上し、ハスコック自身も重傷を負ったが、それを省みずに車内に取り残された同僚を炎上する車体から引きずり出し数名の命を救った。その後意識不明となったハスコックは米本土テキサス州のブルック軍事医療センターに運ばれ、13箇所もの皮膚移植手術に耐え抜き、一命を取り留めるもその後遺症は大きく、ハスコックは第一線を退きバージニア州クアンティコ海兵隊基地にあるスナイパースクールの教官の任に着いた。
その後は自らの経験を生かし、後進の指導に力を注いでいたハスコックだったが、1975年には多発性硬化症を発症し、1979年、海兵隊を退役した。

## 退役後
退役時、年金支給額の満額規定である勤続20年にわずか55日足りず、50%しか年金を得られなかったハスコックは、海兵隊から追い出された様に感じて落ち込んだ。その病状による傷痍軍人年金は100%支給されたこともその落胆に拍車をかけたが、後に立ち直り明るく振舞うようになった。
その後は多発性硬化症と戦いながら、徐々に悪化する病状を妻のジョーの協力で押し隠し、狙撃に関するアドバイスを各種の軍事・警察組織に送ったり、退役軍人会主催のイベントに参加しながら過ごした。晩年はシャークフィッシングに楽しみを見出して幸福な余生を過ごし、1996年にシルバースターを受章。1999年、父と同じく海兵隊の道を選んだ息子、カルロス・ノーマン・ハスコックIII世ら家族に看取られながら、ヴァージニア州ヴァージニアビーチで56年の生涯を終えた。

## 功績
ベトナム戦争においてハスコックが狙撃した人数は93名であるが、これは陸軍のアデルバート・F・ウォルドロン（113名）、同じアメリカ海兵隊のチャールズ・B・マウィニー（103名）、エリック・E・イングランド（98名）に次ぐ第4位に位置する。しかしハスコックの功績は確認戦果数の多寡のみではなく、彼とランド大尉らが策定した狙撃兵育成プログラムなどに見られるような狙撃手の育成、運用に関する部分も大きく、ベトナム戦争終戦後に海兵隊の兵士養成プログラムから狙撃課程が削除されそうになった際に、当時アメリカ海兵隊司令部の訓練局射撃技術部調整官となっていたランドが行った狙撃手の編成表、装備表の再構成と各地の訓練校でのロビー活動において、ハスコックの多大な協力があった事を後年述べている。
アメリカ海兵隊はハスコックの功績を称え、ノースカロライナ州ジャクソンヴィルにあるレジューン基地の狙撃訓練場にハスコックの名を冠し、また2007年にはカリフォルニア州サンディエゴにあるミラマー海兵隊航空基地内の複合射撃場の公式名称を"Carlos Hathcock Range Complex"と改めた。
後にハスコックは著書において、自らの軍歴について「私は射撃が好きだし、狩猟を愛している。しかし、殺しを楽しんだ事はどんな相手だろうと一度も無い。それは私の仕事だった。もし私が敵を仕留めなければ、彼らは私の後ろにいる──我々が海兵隊の格好をさせていた──沢山の子供たちを殺していただろう。私に選択の余地は無かった」と述べている。

## フィクションへの登場
- 映画『山猫は眠らない』シリーズ…主人公であるスナイパーのトーマス・ベケット曹長(トム・ベレンジャー)のモデルとされる。
- 映画『プライベート・ライアン』…監督のスティーヴン・スピルバーグがスナイパー同士の戦闘のモデルにしたと発言。
- ドラマ『NCIS 〜ネイビー犯罪捜査班』第1シリーズ第13話…ハスコックを模倣して白い羽を犠牲者の傍に置く狙撃犯が登場する。
- White Star （邦題 「地上50m/mの迎撃」）主人公はベトナムでの現役時代、紙を切り抜いた白い星を犠牲者の傍に置きホワイト・スターと呼ばれたスナイパーという、ハスコックの存在を意識したと思われる設定。戦後に旧ソ連のスナイパーと宿命の対決に巻き込まれる。
- 小説『スワガー・サーガ』シリーズ…スティーヴン・ハンターの狙撃手を題材にしたシリーズ。「極大射程」「ブラックライト」「狩りのとき」の三部作の主人公であるボブ・リー・スワガーの設定・描写のモデルと言われる。また、2009年に発表された「蘇るスナイパー」では、ベトナムでの軍歴や後進のスナイパー教育など経歴がハスコックに酷似しているカール・ヒッチコックなる人物が登場している。
- 漫画『リィンカーネイションの花弁』の登場人物。敵組織の幹部として登場する。